# Bitwa pod Vilcas
Bitwa pod Vilcas – starcie zbrojne, które miało miejsce w roku 1533 podczas hiszpańskiego podboju Peru.
Dnia 23 października 1533 r. licząca 60 jeźdźców grupa żołnierzy hiszpańskich pod wodzą Hernanda de Soto wyruszyła w kierunku Cuzco. Po kilkudniowym uciążliwym marszu awangarda sił Pizarra zbliżyła się do miejscowości Vilcas, którą o świcie zaatakowano. Kawalerzyści z impetem wtargnęli do Vilcas, siejąc spustoszenie wśród zamieszkujących ją Indian. Pomimo sporych strat, większości wojownikom udało się ukryć w górach. Po południu Indianie powrócili, atakując ludzi de Soto. Zostali jednak odparci a ich jedynym sukcesem okazało się zabicie konia Hiszpanów. Następnego dnie rano, Inkowie ponownie przypuścili atak, idąc do walki z zatkniętą na żerdzi głową zabitego konia. Także i ten drugi atak zakończył się niepowodzeniem. Po trzech dniach odpoczynku, ludzie de Soto wyruszyli w dalszą drogę do Cuzco. Niedługo później starli się z Inkami w bitwie pod Vilcacongą.